# Bacillemma leclerci
Bacillemma leclerci är en spindelart som beskrevs av Christa L. Deeleman-Reinhold 1993. Bacillemma leclerci ingår i släktet Bacillemma och familjen Tetrablemmidae.
Artens utbredningsområde är Thailand. Inga underarter finns listade.